# Comendador Gomes
Comendador Gomes est une municipalité brésilienne de l'État du Minas Gerais et la microrégion de Frutal.